# Carl Christian Reindorf
Carl Christian Reindorf (31 mai 1834 - 1er juillet 1917) est un historien pionnier d'origine euro-africaine, enseignant, agriculteur, commerçant, médecin et pasteur qui travaille avec la mission de Bâle sur la Côte de l'Or. Il écrit The History of the Gold Coast and Asante (en) en langue Ga ; les chercheurs considèrent le livre comme un ouvrage culturellement important et une source précieuse pour l'histoire ghanéenne. L'ouvrage est traduit en anglais et publié en 1895 en Suisse. Il utilise les sources écrites et la tradition orale, interrogeant plus de 200 personnes au cours de l'élaboration de son ouvrage.

## Biographie

### Jeunesse et formation
Reindorf nait le 31 mai 1834 à Prampram en Côte de l'or, un port de commerce d'huile de palme. Il est le fils unique de Carl Christian Reindorf Hackenburg (1806-1865), un soldat d'origine à moitié danoise, et de Hannah Anowah Ama Cudjoe Reindorf (1811-1902), une femme Ga, d'Accra,. Le père de Carl Reindorf travaille comme soldat à la garnison danoise d'Osu avant de devenir un agent local pour un marchand anglais, Joshua Ridley, qui a finalement épousé la sœur aînée de Reindorf, Anna. Le grand-père de Reindorf, Augustus Frederick Hackenburg est un marchand danois qui est venu sur la Côte de l'Or en 1739 et est devenu plus tard le gouverneur colonial, quittant le poste en 1748. Enfant, il vit en tant que serviteur dans un sanctuaire fétige, Digbla de Gbugla de la religion traditionnelle Ga-Dangme de sa mère. Après avoir fui le sanctuaire, il fait ses premières études à l'école danoise du fort de Christiansborg de 1842 à 1847,. Ses camarades de classe sont les sœurs Hesse : Pauline Hesse, commerçante et femme missionnaire, mariée à l'éducateur jamaïcain morave, Alexander Worthy Clerk (1820-1906), ainsi que Regina Hesse (1832-1898), éducatrice pionnière et directrice d'école. qui a épousé Hermann Ludwig Rottmann, le premier commerçant missionnaire bâlois et fondateur de la compagnie commerciale de la Mission de Bâle à Christiansborg ,. Il a ensuite poursuivi ses études à l'école de la Mission de Bâle à Osu entre 1847 et 1855,. Il est baptisé en 1844. Mécontent du programme scolaire, il quitte l'école à mi-parcours de ses études et travaille pour son oncle comme commerçant pendant deux ans de 1850 à 1852. Durant cette période, il traversait souvent la Volta pour commercer avec le peuple Ewe. L'un de ses tuteurs en catéchisme fut le philologue allemand Johannes Zimmermann (1825-1876) qui eut sur lui une forte influence dans les domaines de la critique des sources et de l'historiographie,.

### Mission chrétienne
Carl Reindorf était l'assistant du missionnaire bâlois August Steinhauser et faisait des courses administratives pour lui à Odumase-Krobo pour rencontrer le chef suprême, Odonkor Azu, dont les fils, y compris Sir Emmanuel Mate Kole, ont été éduqués par la mission bâloise. Reindorf succéda à Steinhauser à Abokobi en tant que missionnaire, après le bombardement de Christiansborg en 1854 par le navire britannique H. M. S. Scourge, à la suite des émeutes liées à la taxe de vote, qui obligea la mission à déménager d'Osu à Abokobi. Le chaman local d'Abokobi, Akoto Badu of Agbowo, se convertit au christianisme pendant son séjour. Il est transféré à Krobo en 1859 pour remplacer Johannes Zimmermann. Il est également missionnaire à Teshie, mais ne parvient pas à obtenir de conversions chrétiennes. Reindorf est consacré catéchiste à plein temps en 1857. En 1869, il est élu presbytre et surintendant adjoint de l'église de Christiansborg, aujourd'hui église presbytérienne d'Ebenezer, à Osu. Le 13 octobre 1872, il est ordonné ministre de la mission de Bâle,.

### Rôle de médecin et d'agriculteur
Compte tenu de sa connaissance de la guérison traditionnelle par la phytothérapie, glanée lors de voyages autour de la Côte de l'Or, Reindorf a agi en tant que médecin et chirurgien auprès des soldats blessés lors d'une guerre locale de 1870 entre les peuples Ga et Akwamu. Quatre ans plus tôt, il avait joué un rôle médical similaire lors de la guerre locale de 1866 entre les Dangmes d'Ada et les Awuna Ewe. En remerciement de ses services médicaux dans le traitement des blessés après la guerre Ga-Akwamu, il a reçu une citation de l'administrateur (1867-1872) puis du gouverneur (1879-1880), H. T. Ussher, lors des cérémonies d'accueil d'un contingent en visite de Lagos, Nigeria.
Il s'est également engagé dans la culture du café à grande échelle à un endroit qu'il a nommé " Hébron " près du hameau d'Adenkrebi près d'Aburi.

### Enseignement et écriture
Reindorf a enseigné en tant que professeur adjoint d'histoire au Mission de Bâle Seminary à Akropong de novembre 1860 à avril 1862. D'autres cours au séminaire comprenaient l'anglais, l'exégèse biblique, la théologie, la géographie et les langues classiques. Il est le directeur de l'internat pour garçons, l'école Salem à Osu en 1873,,. En tant que directeur, il a encadré plusieurs étudiants tels que Christian Holm, Peter M. Anteson et William A. Quartey, qui sont tous devenus enseignants et catéchistes de la mission de Bâle. Carl Reindorf a enseigné l'alphabétisation dans la langue Ga et a composé des hymnes d'église en Ga en 1856 et 1857. Il a créé un internat à Mayera avec une douzaine de garçons Ga d'Accra. Il a vécu et travaillé à Mayera pendant une décennie avant de retourner à Christiansborg, Osu. En 1903, il faisait partie du comité d'Abokobi qui a révisé la Bible Ga, comprenant Ludwig Richter, Jakob Wilhelm Werz, Christian Kölle et Daniel Sabah (1854-1907). Le comité de révision termina ses travaux en 1912.
Il a terminé le travail sur son livre remarquable, A History of the Côte de l'Or and Asante en 1889. Cette pièce littéraire est écrite à l'origine dans la langue Ga,. La traduction anglaise du livre est publiée à Bâle en 1895. L'inspiration ou l'impulsion de son magnum opus est venue d'un fort sentiment de nationalisme et du travail linguistique qui est effectué sur les traditions orales twi par le philologue allemand et collègue missionnaire bâlois, Johann Gottlieb Christaller (1827-1895),. Reindorf a également été probablement influencé par Christian Jacob Protten (1715-1769), un compatriote mulâtre Ga-danois ou euro-africain de la Côte de l'Or et un missionnaire et éducateur morave du XVIIIe siècle à Christiansborg qui écrit le premier pamphlet grammatical enregistré dans le Ga et Fante langues, qui est publié à Copenhague en 1764,,,,,,.

## Vie privée
En 1856, Carl Reindorf épousa Juliana Ayikai Mansah Djebi d'une famille notable d'Asere,,. Djebi a reçu une éducation de type européen, vivant avec Marie Locher, une missionnaire-épouse à Christiansborg. Le couple a eu onze enfants, dont un éminent médecin de la Côte de l'Or et un diplômé en médecine de l'Université de Durham en 1910, le Dr Charles Elias Reindorf, décédé en 1968,.

## Travaux
- Reindorf, Carl Christian (1895, 1966), The History of the Gold Coast and Asante (en), Bâle.

## Mort et postérité
Carl Reindorf est décédé de causes naturelles le 1er juillet 1917,. Les chefs et les habitants d'Osu lui ont accordé des "enterrements d'État complets" avec "la participation signalée comme étant la plus importante vue à Accra depuis de nombreuses années"  Au service religieux, six pasteurs de la mission de Bâle, y compris ses collègues ministres natifs de Ga, Jeremias Engmann (1840-20), WA Quartey qui fut plus tard élu troisième modérateur de l'Église presbytérienne de la Côte de l'Or de 1925 à 1929  ainsi que Ludwig L. Richter et Samuel Wuta Ofei (1850-22) ont prononcé des éloges,. Ses restes sont enterrés au cimetière de la mission de Bâle à Accra et son épitaphe se lit comme suit, "pasteur et historien indigène". Une plaque commémorative dans le sanctuaire de l'église presbytérienne d'Ebenezer, Osu est dédiée à sa mémoire. L'église a également renommé son extension de chapelle, l'Auditorium Carl Christian Reindorf en reconnaissance de ses contributions à l'église, à l'histoire et au pays. Le nom de Reindorf apparaît également sur une tablette dans la chapelle répertoriant les missionnaires pionniers d'origine Osu, en reconnaissance de leurs contributions à l'éducation formelle et à la croissance de la foi presbytérienne au Ghana.
Le parc Carl Reindorf, un parc de football à Dansoman qui est le terrain du club de football ghanéen Liberty Professionals, est nommé en son honneur.